# 托洛洛山美洲际天文台

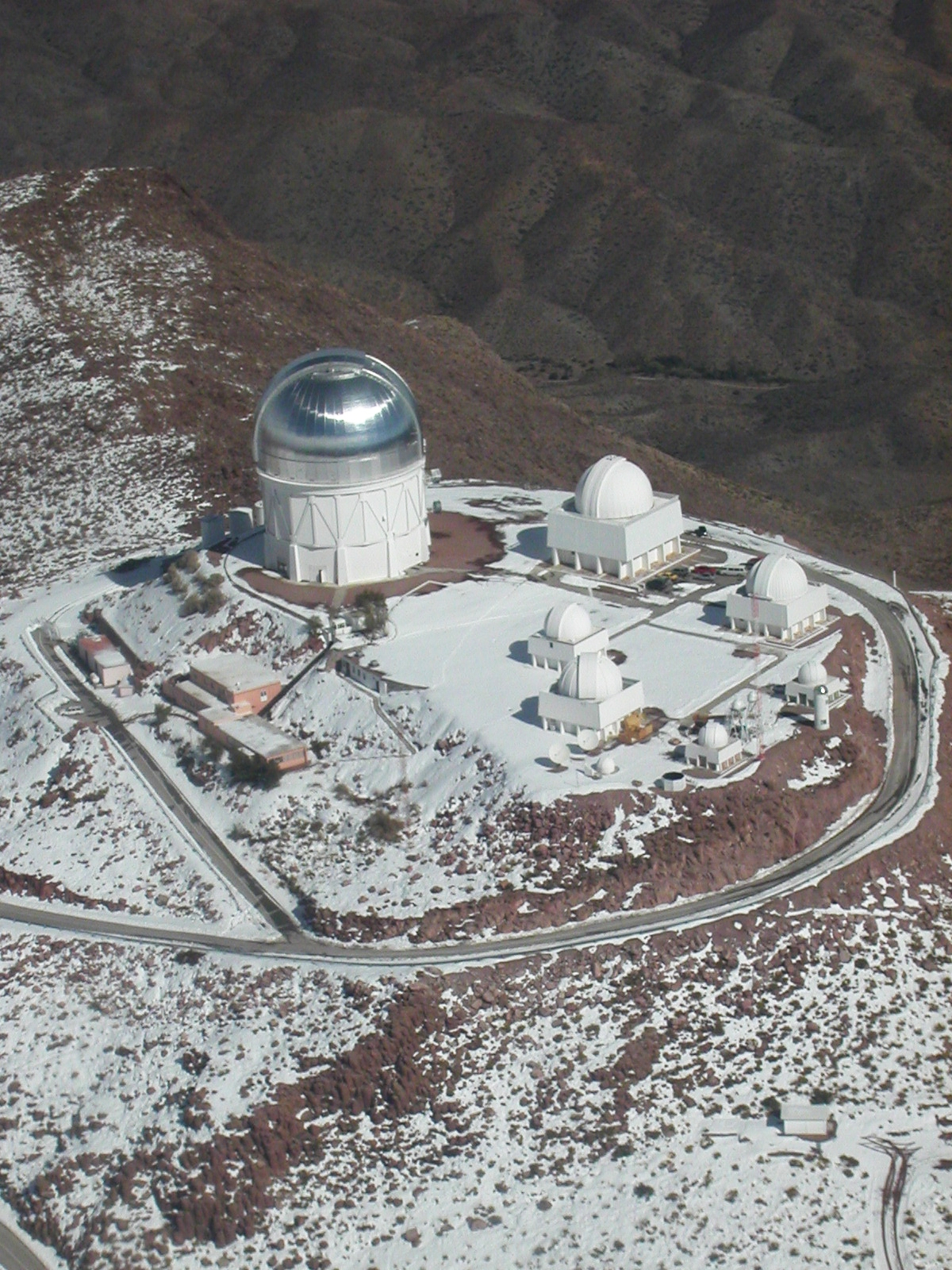
托洛洛山美洲际天文台鸟瞰

30°10′9″S 70°48′21″W / 30.16917°S 70.80583°W
托洛洛山美洲际天文台（Cerro Tololo Inter-American Observatory，缩写为）位于智利首都圣地亚哥以北约600公里的托洛洛山山顶，是美国国家光学天文台（NOAO）的一部分。主要设备是4米口径的布蘭科望遠鏡和4.1米口径的SOAR望远镜，以及属于密歇根大学的施密特望远镜。
托洛洛山海拔2200米，属于安第斯山脉，这里气候干燥，全年有300多天可用于天文观测，是世界上条件最好的天文台台址之一。1967年，美国国家科学基金会（NSF）和大学天文研究协会（AURA）开始在这里投资兴建天文台，1976年建成并开始使用。